# Thibaudia dudleyi
Thibaudia dudleyi är en ljungväxtart som beskrevs av J.L. Luteyn. Thibaudia dudleyi ingår i släktet Thibaudia och familjen ljungväxter. Utöver nominatformen finns också underarten T. d. pseudostellata.